# 索马里营
索马里营（羅馬化：Batalon "Somali"）是頓涅茨克人民共和國的军事单位之一，在顿巴斯战争中与乌克兰武装部隊交战至今的頓巴斯親俄武裝之一。该营的全名是索马里第1独立坦克营（前稱索马里第1独立战术营群）。该部队驻扎在頓涅茨克和马克耶夫卡。該營之所以取名為“索馬里”，是因為根據其前指揮官米哈伊爾·托爾斯特赫（別名吉維）的說法，其成員与索马里人一樣无所畏惧。该营装备有T-64、T-72坦克，BMP-1、BTR-70、MT-LB和BRDM-2装甲车以及大量火炮、迫击炮，人数远多于一个团。
索马里营也是2022年俄羅斯入侵烏克蘭當中在马里乌波尔围城战中首先攻进城内的部队。